# Cycle icartien
En géologie tectonique, l'orogénèse icartienne ou cycle icartien est un cycle orogénique qui correspond à la période de formation de reliefs datant du Paléoprotérozoïque (de ca. -2,2 Ga à -1,8 Ga).
Elle tire son nom de la localité de la Pointe Icart, dans les îles Anglo-Normandes et correspond dans les terrains bretons et normands à des roches antérieures au Pentévrien. On ne les retrouve plus qu'à l'état de reliques en de rares endroits, comme quelques orthogneiss issus des granites de l'Icartien, rendant difficile de retracer l'histoire géodynamique de ce cycle. Ces reliques représentent, au regard de leur âge et de leur rareté relative, un patrimoine géologique exceptionnel, qui demeure aussi, pour les mêmes raisons, assez méconnu.

## Localisation actuelle

Carte géologique du Massif armoricain.

On  retrouve en France les ultimes traces de l'orogenèse icartienne proprement dite dans le domaine cadomien du Massif armoricain, notamment dans le Cotentin (à l'anse du Culrond à La Hague, dans la commune déléguée de Jobourg), dans les Côtes-d'Armor (Port-Béni en Pleubian et Trébeurden dans le Trégor) et au Moulin-de-la-Rive à Locquirec dans le Finistère, mais surtout le bailliage de Guernesey, au sein des Îles Anglo-Normandes : la surface d'affleurement de l'lcartien y est la plus importante puisqu'il occupe une grande partie de la moitié sud de l'île de Guernesey. Le contexte géodynamique de mise en place de ces reliques icartiennes constituées d'orthogneiss, ainsi que l'âge et la signification de la déformation et du métamorphisme qui les affectent ne sont pas connus.
Le 24 septembre 2014, un rocher icartien du site de Locquirec est détruit au marteau-piqueur par un propriétaire voulant s'offrir une vue sur la mer.

## Formation
La formation de cette orogenèse reste encore très méconnue, du fait du peu de données disponibles, car les roches icartiennes, avec ses affleurements aux dimensions limitées, ont été puissamment endommagées et détruites lors des cycles ultérieurs comme l'orogenèse cadomienne ou varisque (hercynienne).

## Causes
On ne connaît donc pas bien les causes de ce cycle puisque les chaînes de montagnes et les cratons qui en résultaient ont été fortement déformés, plissés et métamorphisés par le cycle cadomien, il y a 660 millions d'années, ce qui rend leur étude très difficile et tend souvent à les confondre avec celles-là. Les origines de l'orogenèse icartienne font donc encore l'objet de discussions entre spécialistes.
On peut reconnaître néanmoins un cycle géologique complet : sédimentation et volcanisme puis plusieurs épisodes plutoniques (caractérisés notamment par la mise en place de granodiorites) enfin du métamorphisme associé à d'intenses déformations (caractérisé notamment par des gneiss œillés issus du métamorphisme de granites). 